# Petr Pravec
Petr Pravec (Třinec, Txecoslovàquia, 17 de setembre de 1967) és un astrònom txec, un prolífic descobridor d'asteroides binaris utilitzant corba de llum fotomètric estudis. És líder en l'esforç d'un gran consorci d'estacions de BinAst anomenat a cercar la multiplicitat al NEA i centre principal dels cinturons de poblacions. Que ha trobat 289 asteroides-112 per si sol, i 177 amb altres astrònoms.